# Plantago macrorhiza
Plantago macrorhiza är en grobladsväxtart. Plantago macrorhiza ingår i släktet kämpar, och familjen grobladsväxter.

## Underarter
Arten delas in i följande underarter:
- P. m. macrorhiza
- P. m. occidentalis